# (469372) 2001 QF298
(469372) 2001 QF298 est un objet transneptunien découvert le 19 août 2001 par Marc W. Buie. Il situé est à l'intérieur de la ceinture de Kuiper et de type plutino, c'est-à-dire qu'il est en résonance 2:3 avec Neptune. C'est un candidat au titre de planète naine.
(469372) 2001 QF298 mesure environ 450 km de diamètre. À la lumière visible, l'objet est neutre ou rouge.